# Джордан, Гленн
Гленн Джордан (англ. Glenn Jordan; 5 апреля 1936, Сан-Антонио) — американский режиссёр кино и телевидения, продюсер.

## Биография
Родился 5 апреля 1936 года в Сан-Антонио (штат Техас). 
Дебютировал в режиссуре в 19-летнем возрасте, сняв фильм «Обещание» с Лэмонтом Джонсоном и Маршаллом Томпсоном в главных ролях. Известность ему принесла работа над сериалом «Семья» и циклу телефильмов о известных  личностях: Бенджамин Франклин, Джордж Армстронг Кастер, Люсиль Болл, Криста МакОлифф, Карен Энн Куинлан и др. Адаптировал для телевидения классические произведения американской и мировой литературы. 
Лауреат премий  «Эмми» и Гильдии режиссёров Америки.

## Избранная фильмография
- Обещание (1955)
- Портрет Дориана Грея (1973)
- Отверженные (1978)
- Только когда я смеюсь (1981)
- Принцесса и таксист (1981)
- Преданный друг (1984)
- Массовая привлекательность (1984)
- Сара, высокая и простая женщина (1991)
- О, пионеры! (1992)
- Варвары у ворот (1993)
- Трамвай «Желание» (1995)
- После Джимми (1996)
- Сара, высокая и простая женщина: Конец зимы (1999)
- Люси (2003)